# نورمان سكوت (مغني)
نورمان سكوت (بالإنجليزية: Norman Scott)‏ هو مغني وضابط ومغني أوبرا أمريكي، ولد في 1921، وتوفي في 22 سبتمبر 1968.

## وصلات خارجية
- نورمان سكوت على موقع ميوزك برينز (الإنجليزية)
- نورمان سكوت على موقع أول ميوزيك (الإنجليزية)
- نورمان سكوت على موقع ديسكوغز (الإنجليزية)